# Jean-Pierre Llabador
Jean-Pierre Llabador dit « El Bobo » (né le 15 décembre 1952 à Ghazaouet, Algérie) est un guitariste français vivant sur la commune de Castelnau-le-Lez attenante à la ville de Montpellier,.

## Biographie

### Jeunesse et études
Jean-Pierre Llabador est né d'une mère d'origine anglo-suisse[réf. nécessaire] et d'un père exerçant la métier de pharmacien. Au moment de l'indépendance de l'Algérie, la famille migre en France et rejoint la ville de Sète avant de s'installer définitivement à la périphérie de Montpellier. Bachelier à quinze ans et titulaire d'une Licence en Philosophie et d'un Master en Anglais auprès de l'université Paul-Valéry à vingt ans, Jean-Pierre suit un cursus au conservatoire régional de Montpellier avant de décrocher un M.I. – Guitar Institute of Technology à Los Angeles, aux États-Unis.

### Début de carrière
Dans les années 1970 et de retour en France, Jean-Pierre fonde avec son frère Jean-Claude un groupe qu'ils nomment Coïncidence. Après deux albums et plusieurs tournées, la mort de son frère à trente ans lui donne un coup de massue. Le guitariste de rock commence une carrière en solo et s'apprête à collaborer avec de nombreuses personnalités de la musique comme Guy Skornik et Johnny Hallyday,. Dès le début des années 1980, il enchaîne ainsi les prestations musicales sur des plateaux télévisées comme ceux de Maritie et Gilbert Carpentier ou Champs-Élysées. C'est en 1984 que le jazz va devenir le véritable style de Jean-Pierre Llabador.

### El Bobo: sa guitare et ses orchestres
Au fil des ans, le musicien parcourt les pays pour faire partager sa musique. Accompagné d'un orchestre toujours différent, il a su trouver sa place « parmi les maîtres de la six-cordes » selon Claude Oberg du Jazz Magazine. En 2007, son onzième album est enregistré aux côtés de Francesco Castellani (trombone), Olivier Hutman (piano), Louis Petrucciani (contrebasse) et Bruno Ziarelli (batterie). Intitulé Give Me Five, il sera nommé aux Victoires du Jazz en 2008 dans les catégories « Album jazz instrumental de l'année » et « Artiste français de l'année ». En 2011, Jean-Pierre Llabador fait appel à sa fille, Géraldine, pour écrire les paroles des chœurs féminins de son dernier album Voices.
Après quelques années de silence dues à de graves ennuis de santé, Jean-Pierre se manifeste à nouveau. Il crée un label de disques "Castle Records" [www.castle-records.fr] sur lequel il réédite en vinyles et CDs la discographie du groupe de ses débuts "Coïncidence". Paraissent également un CD digipack "Dialogues" (orchestre de 15 musiciens) et un CD 3 itres, "Bobolektro", enregistré avec la complicité de Gilles Claudin.
Enfin, son dernier album (vinyle + CD) "3.33 TREASURE HUNT" présentant ses toutes dernières compositions est désormais disponible sur www.castle-records.fr.

## Discographie

### Albums sortis avec Coïncidence
- 1977 : Co-ïncidence ;
- 1979 : Clef de Ciel.

### Albums sortis en solo
- 1984 : Coïncidences ;
- 1988 : Brussels ;
- 1989 : French guitar connection ;
- 1989 : 5th Edition ;
- 1992 : 52° Rue Est ;
- 1992 : Friendship ;
- 1995 : Birds Can Fly ;
- 2000 : El Bobo ;
- 2007 : Give Me Five[2] ;
- 2011 : Voices.
- 2024 : Réédition Coïncidences Archives.
- 2024 : Bobolektro.
- 2024 : 3.33 TREASURE HUNT.

### Compilations
- 2008 : Coïncidence Then and Now.